# 6532 Скарфе
6532 Скарфе (6532 Scarfe) — астероїд головного поясу, відкритий 4 січня 1995 року.
Тіссеранів параметр щодо Юпітера — 3,187.